# Slobodan Medojević
Slobodan Medojević (in serbo Cлoбoдaн Meдojeвић?; Novi Sad, 20 novembre 1990) è un calciatore serbo, centrocampista del Vojvodina.

## Carriera

### Club
La sua carriera da calciatore professionista inizia nel 2007 quando, dopo aver militato nelle varie formazioni giovanili del Vojvodina, debutta in prima squadra. Dopo aver trascorso sette stagioni con il club di Novi Sad viene acquistato dal Wolfsburg, esattamente il 2 gennaio 2012. Il 1º settembre 2014 è annunciato il suo passaggio alla Diva del Meno, l'Eintracht Frankfurt.

### Nazionale
Nel 2009, dopo aver militato sia con l'Under-17 e sia con l'Under-19, entra a far parte della nazionale della Serbia Under-21.